# National Football League 2008
La stagione NFL 2008 fu la 89ª stagione sportiva della National Football League, la massima lega professionistica statunitense di football americano, caratterizzata dallo slogan "Believe in Now". La finale del campionato, il Super Bowl XLIII, si disputò il 1º febbraio 2009 al Raymond James Stadium di Tampa, in Florida, tra i Pittsburgh Steelers e gli Arizona Cardinals e vide prevalere i primi per 27 a 23. Gli Steelers vinsero così il loro sesto Trofeo Vince Lombardi. La stagione regolare iniziò il 4 settembre 2008 con la vittoria dei campioni uscenti dei New York Giants contro i Washington Redskins per 16 a 7 e si concluse l'8 febbraio 2009 con il Pro Bowl 2009 di Honolulu.

## Modifiche alle regole
Diverse regole vennero modificate o aggiunte durante la riunione annuale dei proprietari delle squadre tenutasi a Palm Beach, in Florida durante la settimana del 31 marzo 2008:
- Si consente ad un giocatore della difesa di indossare un'apparecchiatura radio simile a quella indossata dal quarterback per comunicare dal campo con gli allenatori.
- Abolizione della regola cosiddetta "force out", che considerava completato un passaggio ricevuto in aria vicino alla linea laterale anche se il ricevitore veniva spinto fuori da un avversario prima che potesse toccare il campo, ma gli arbitri avessero reputato che, senza l'intervento del difensore, il ricevitore sarebbe ricaduto in campo. Gli arbitri possono ancora considerare completato il passaggio, se il ricevitore viene afferrato in aria e portato di peso fuori dal campo, prima che possa toccare terra[2].
- Abolizione della penalità di 5 iarde per face mask involontario.
- La squadra che vince il lancio della moneta all'inizio della partita può differire la propria decisione fino all'inizio del terzo quarto di gioco (così come avviene nel football canadese).
- Ammissibilità dell'instant replay per i field goal che colpiscono i pali. La regola venne approvata in seguito ad una situazione verificatasi nella stagione precedente tra Cleveland Browns e Baltimore Ravens in cui il tentativo di field goal di Phil Dawson per raggiungere il pareggio colpì un palo, rimbalzò sulla traversa e finì sul sostegno posteriore della porta.
- Un handoff in avanti caduto o uno snap che tocchi terra prima di essere preso dal quarterback vanno considerati dei fumble. In precedenza un handoff in avanti caduto veniva considerato un passaggio incompleto, mentre lo snap fallito una procedura illegale che veniva penalizzata con 5 iard.

## Stagione regolare
La stagione regolare iniziò il 4 settembre e terminò il 28 dicembre 2008, si svolse in 17 giornate durante le quali ogni squadra disputò 16 partite secondo le regole del calendario della NFL.
Gli accoppiamenti Intraconference e Interconference tra Division furono i seguenti
| Intraconference                                                                                                 | Interconference                                                                                                 |
| --- | --- |
| - AFC East contro AFC West - AFC North contro AFC South - NFC East contro NFC West - NFC North contro NFC South | - AFC East contro NFC West - AFC North contro NFC East - AFC South contro NFC North - AFC West contro NFC South |

### Risultati della stagione regolare
- V = Vittorie, S = Sconfitte, P = Pareggi, PCT = Percentuale di vittorie, PF = Punti Fatti, PS = Punti Subiti
- La qualificazione ai play-off è indicata in verde (tra parentesi il seed)

| AFC East             |    |   |   |     |     |     |
| Squadra              | V  | S | P | PCT | PF  | PS  |
| (3) Miami Dolphins   | 11 | 5 | 0 | 688 | 345 | 317 |
| New England Patriots | 11 | 5 | 0 | 688 | 410 | 309 |
| New York Jets        | 9  | 7 | 0 | 563 | 405 | 356 |
| Buffalo Bills        | 7  | 9 | 0 | 438 | 336 | 342 |

| NFC East                |    |   |   |     |     |     |
| Squadra                 | V  | S | P | PCT | PF  | PS  |
| (1) New York Giants     | 12 | 4 | 0 | 750 | 427 | 294 |
| (6) Philadelphia Eagles | 9  | 6 | 1 | 594 | 416 | 289 |
| Dallas Cowboys          | 9  | 7 | 0 | 563 | 362 | 365 |
| Washington Redskins     | 8  | 8 | 0 | 500 | 265 | 296 |

| AFC North               |    |    |   |     |     |     |
| Squadra                 | V  | S  | P | PCT | PF  | PS  |
| (2) Pittsburgh Steelers | 12 | 4  | 0 | 750 | 347 | 223 |
| (6) Baltimore Ravens    | 11 | 5  | 0 | 688 | 385 | 244 |
| Cincinnati Bengals      | 4  | 11 | 1 | 281 | 204 | 364 |
| Cleveland Browns        | 4  | 12 | 0 | 250 | 232 | 350 |

| NFC North             |    |    |   |     |     |     |
| Squadra               | V  | S  | P | PCT | PF  | PS  |
| (3) Minnesota Vikings | 10 | 6  | 0 | 625 | 379 | 333 |
| Chicago Bears         | 9  | 7  | 0 | 563 | 375 | 350 |
| Green Bay Packers     | 6  | 10 | 0 | 375 | 419 | 380 |
| Detroit Lions         | 0  | 16 | 0 | 0   | 268 | 517 |

| AFC South              |    |    |   |     |     |     |
| Squadra                | V  | S  | P | PCT | PF  | PS  |
| (1) Tennessee Titans   | 13 | 3  | 0 | 813 | 375 | 234 |
| (5) Indianapolis Colts | 12 | 4  | 0 | 750 | 377 | 298 |
| Houston Texans         | 8  | 8  | 0 | 500 | 366 | 394 |
| Jacksonville Jaguars   | 5  | 11 | 0 | 313 | 302 | 367 |

| NFC South             |    |   |   |     |     |     |
| Squadra               | V  | S | P | PCT | PF  | PS  |
| (2) Carolina Panthers | 12 | 4 | 0 | 750 | 414 | 329 |
| (5) Atlanta Falcons   | 11 | 5 | 0 | 688 | 391 | 325 |
| Tampa Bay Buccaneers  | 9  | 7 | 0 | 563 | 361 | 323 |
| New Orleans Saints    | 8  | 8 | 0 | 500 | 463 | 393 |

| AFC West               |   |    |   |     |     |     |
| Squadra                | V | S  | P | PCT | PF  | PS  |
| (4) San Diego Chargers | 8 | 8  | 0 | 500 | 439 | 347 |
| Denver Broncos         | 8 | 8  | 0 | 500 | 370 | 448 |
| Oakland Raiders        | 5 | 11 | 0 | 313 | 263 | 388 |
| Kansas City Chiefs     | 2 | 14 | 0 | 125 | 291 | 440 |

| NFC West              |   |    |   |     |     |     |
| Squadra               | V | S  | P | PCT | PF  | PS  |
| (4) Arizona Cardinals | 9 | 7  | 0 | 563 | 427 | 426 |
| San Francisco 49ers   | 7 | 9  | 0 | 438 | 339 | 381 |
| Seattle Seahawks      | 4 | 12 | 0 | 250 | 294 | 392 |
| Saint Louis Rams      | 2 | 14 | 0 | 125 | 232 | 465 |

## Play-off
I play-off iniziarono con il Wild Card Weekend il 3 e 4 gennaio 2009. I Divisional Playoff si giocarono il 10 e 11 gennaio e i Conference Championship Game il 18 gennaio. Il Super Bowl XLIII si giocò il 1º febbraio al Raymond James Stadium di Tampa con i Pittsburgh Steelers vincitori del loro sesto Super Bowl.

### Seeding
| Seed | American Football Conference              | National Football Conference            |
| ---- | ----------------------------------------- | --------------------------------------- |
| 1    | Tennessee Titans (vincitori AFC South)    | New York Giants (vincitore NFC East)    |
| 2    | Pittsburgh Steelers (vincitori AFC North) | Carolina Panthers (vincitori NFC South) |
| 3    | Miami Dolphins (vincitori AFC East)       | Minnesota Vikings (vincitori NFC North) |
| 4    | San Diego Chargers (vincitori AFC West)   | Arizona Cardinals (vincitori NFC West)  |
| 5    | Indianapolis Colts                        | Atlanta Falcons                         |
| 6    | Baltimore Ravens                          | Philadelphia Eagles                     |

### Incontri
| Wild Card Game | Wild Card Game                            | Wild Card Game                            | Wild Card Game                            |    |              | Divisional Play-off   | Divisional Play-off                  | Divisional Play-off   |                                            |                                            | Conference Championship                    | Conference Championship | Conference Championship |  |  | Super Bowl XLIII | Super Bowl XLIII | Super Bowl XLIII | Super Bowl XLIII | Super Bowl XLIII |
|                |                                           |                                           |                                           |    |              |                       |                                      |                       |                                            |                                            |                                            |                         |                         |  |  |                  |                  |                  |                  |                  |
|                | 4 gennaio - Dolphin Stadium               | 4 gennaio - Dolphin Stadium               | 4 gennaio - Dolphin Stadium               |    |              | 10 gennaio - LP Field | 10 gennaio - LP Field                | 10 gennaio - LP Field |                                            |                                            |                                            |                         |                         |  |  |                  |                  |                  |                  |                  |
|                | 4 gennaio - Dolphin Stadium               | 4 gennaio - Dolphin Stadium               | 4 gennaio - Dolphin Stadium               |    |              | 10 gennaio - LP Field | 10 gennaio - LP Field                | 10 gennaio - LP Field |                                            |                                            |                                            |                         |                         |  |  |                  |                  |                  |                  |                  |
|                | 4 gennaio - Dolphin Stadium               | 4 gennaio - Dolphin Stadium               | 4 gennaio - Dolphin Stadium               |    |              | 10 gennaio - LP Field | 10 gennaio - LP Field                | 10 gennaio - LP Field |                                            |                                            |                                            |                         |                         |  |  |                  |                  |                  |                  |                  |
|                | 4 gennaio - Dolphin Stadium               | 4 gennaio - Dolphin Stadium               | 4 gennaio - Dolphin Stadium               |    |              | 10 gennaio - LP Field | 10 gennaio - LP Field                | 10 gennaio - LP Field |                                            |                                            |                                            |                         |                         |  |  |                  |                  |                  |                  |                  |
|                | 6                                         | Baltimore                                 | 27                                        |    |              | 10 gennaio - LP Field | 10 gennaio - LP Field                | 10 gennaio - LP Field |                                            |                                            |                                            |                         |                         |  |  |                  |                  |                  |                  |                  |
|                | 6                                         | Baltimore                                 | 27                                        | 6  | Baltimore    | 13                    |                                      |                       |                                            |                                            |                                            |                         |                         |  |  |                  |                  |                  |                  |                  |
|                | 3                                         | Miami                                     | 9                                         | 6  | Baltimore    | 13                    |                                      |                       | 18 gennaio - Heinz Field                   | 18 gennaio - Heinz Field                   | 18 gennaio - Heinz Field                   |                         |                         |  |  |                  |                  |                  |                  |                  |
|                | 3                                         | Miami                                     | 9                                         | 1  | Tennessee    | 10                    |                                      |                       | 18 gennaio - Heinz Field                   | 18 gennaio - Heinz Field                   | 18 gennaio - Heinz Field                   |                         |                         |  |  |                  |                  |                  |                  |                  |
|                |                                           |                                           |                                           | 1  | Tennessee    | 10                    |                                      |                       | 18 gennaio - Heinz Field                   | 18 gennaio - Heinz Field                   | 18 gennaio - Heinz Field                   |                         |                         |  |  |                  |                  |                  |                  |                  |
|                |                                           |                                           |                                           |    |              |                       |                                      |                       | 18 gennaio - Heinz Field                   | 18 gennaio - Heinz Field                   | 18 gennaio - Heinz Field                   |                         |                         |  |  |                  |                  |                  |                  |                  |
|                | 3 gennaio - Qualcomm Stadium              | 3 gennaio - Qualcomm Stadium              | 3 gennaio - Qualcomm Stadium              | 6  | Baltimore    | 14                    |                                      |                       |                                            |                                            |                                            |                         |                         |  |  |                  |                  |                  |                  |                  |
|                | 3 gennaio - Qualcomm Stadium              | 3 gennaio - Qualcomm Stadium              | 3 gennaio - Qualcomm Stadium              | 6  | Baltimore    | 14                    | 11 gennaio - Heinz Field             |                       |                                            |                                            |                                            |                         |                         |  |  |                  |                  |                  |                  |                  |
|                | 3 gennaio - Qualcomm Stadium              | 3 gennaio - Qualcomm Stadium              | 3 gennaio - Qualcomm Stadium              |    | 2            | Pittsburgh            | 23                                   |                       |                                            |                                            |                                            |                         |                         |  |  |                  |                  |                  |                  |                  |
|                | 3 gennaio - Qualcomm Stadium              | 3 gennaio - Qualcomm Stadium              | 3 gennaio - Qualcomm Stadium              |    | 2            | Pittsburgh            | 23                                   |                       |                                            |                                            |                                            |                         |                         |  |  |                  |                  |                  |                  |                  |
|                | 5                                         | Indianapolis                              | 17                                        |    |              |                       |                                      |                       |                                            |                                            |                                            |                         |                         |  |  |                  |                  |                  |                  |                  |
|                | 5                                         | Indianapolis                              | 17                                        | 4  | San Diego    | 24                    |                                      |                       |                                            |                                            |                                            |                         |                         |  |  |                  |                  |                  |                  |                  |
|                | 4                                         | San Diego                                 | 23                                        | 4  | San Diego    | 24                    |                                      |                       | 1º febbraio - Raymond James Stadium        | 1º febbraio - Raymond James Stadium        | 1º febbraio - Raymond James Stadium        |                         |                         |  |  |                  |                  |                  |                  |                  |
|                | 4                                         | San Diego                                 | 23                                        | 2  | Pittsburgh   | 35                    |                                      |                       | 1º febbraio - Raymond James Stadium        | 1º febbraio - Raymond James Stadium        | 1º febbraio - Raymond James Stadium        |                         |                         |  |  |                  |                  |                  |                  |                  |
|                |                                           |                                           |                                           | 2  | Pittsburgh   | 35                    |                                      |                       |                                            | 1º febbraio - Raymond James Stadium        | 1º febbraio - Raymond James Stadium        |                         |                         |  |  |                  |                  |                  |                  |                  |
|                |                                           |                                           |                                           |    |              |                       |                                      |                       |                                            | 1º febbraio - Raymond James Stadium        | 1º febbraio - Raymond James Stadium        |                         |                         |  |  |                  |                  |                  |                  |                  |
|                | 4 gennaio - Metrodome                     | 4 gennaio - Metrodome                     | 4 gennaio - Metrodome                     | A2 | Pittsburgh   | 27                    |                                      |                       |                                            |                                            |                                            |                         |                         |  |  |                  |                  |                  |                  |                  |
|                | 4 gennaio - Metrodome                     | 4 gennaio - Metrodome                     | 4 gennaio - Metrodome                     | A2 | Pittsburgh   | 27                    | 11 gennaio - Giants Stadium          |                       |                                            |                                            |                                            |                         |                         |  |  |                  |                  |                  |                  |                  |
|                | 4 gennaio - Metrodome                     | 4 gennaio - Metrodome                     | 4 gennaio - Metrodome                     |    | N4           | Arizona               | 23                                   |                       |                                            |                                            |                                            |                         |                         |  |  |                  |                  |                  |                  |                  |
|                | 4 gennaio - Metrodome                     | 4 gennaio - Metrodome                     | 4 gennaio - Metrodome                     |    | N4           | Arizona               | 23                                   |                       |                                            |                                            |                                            |                         |                         |  |  |                  |                  |                  |                  |                  |
|                | 6                                         | Philadelphia                              | 26                                        |    |              |                       |                                      |                       |                                            |                                            |                                            |                         |                         |  |  |                  |                  |                  |                  |                  |
|                | 6                                         | Philadelphia                              | 26                                        | 6  | Philadelphia | 23                    |                                      |                       |                                            |                                            |                                            |                         |                         |  |  |                  |                  |                  |                  |                  |
|                | 3                                         | Minnesota                                 | 14                                        | 6  | Philadelphia | 23                    |                                      |                       | 18 gennaio - University of Phoenix Stadium | 18 gennaio - University of Phoenix Stadium | 18 gennaio - University of Phoenix Stadium |                         |                         |  |  |                  |                  |                  |                  |                  |
|                | 3                                         | Minnesota                                 | 14                                        | 1  | NY Giants    | 11                    |                                      |                       | 18 gennaio - University of Phoenix Stadium | 18 gennaio - University of Phoenix Stadium | 18 gennaio - University of Phoenix Stadium |                         |                         |  |  |                  |                  |                  |                  |                  |
|                |                                           |                                           |                                           | 1  | NY Giants    | 11                    |                                      |                       | 18 gennaio - University of Phoenix Stadium | 18 gennaio - University of Phoenix Stadium | 18 gennaio - University of Phoenix Stadium |                         |                         |  |  |                  |                  |                  |                  |                  |
|                |                                           |                                           |                                           |    |              |                       |                                      |                       | 18 gennaio - University of Phoenix Stadium | 18 gennaio - University of Phoenix Stadium | 18 gennaio - University of Phoenix Stadium |                         |                         |  |  |                  |                  |                  |                  |                  |
|                | 3 gennaio - University of Phoenix Stadium | 3 gennaio - University of Phoenix Stadium | 3 gennaio - University of Phoenix Stadium | 6  | Philadelphia | 25                    |                                      |                       |                                            |                                            |                                            |                         |                         |  |  |                  |                  |                  |                  |                  |
|                | 3 gennaio - University of Phoenix Stadium | 3 gennaio - University of Phoenix Stadium | 3 gennaio - University of Phoenix Stadium | 6  | Philadelphia | 25                    | 10 gennaio - Bank of America Stadium |                       |                                            |                                            |                                            |                         |                         |  |  |                  |                  |                  |                  |                  |
|                | 3 gennaio - University of Phoenix Stadium | 3 gennaio - University of Phoenix Stadium | 3 gennaio - University of Phoenix Stadium |    | 4            | Arizona               | 32                                   |                       |                                            |                                            |                                            |                         |                         |  |  |                  |                  |                  |                  |                  |
|                | 3 gennaio - University of Phoenix Stadium | 3 gennaio - University of Phoenix Stadium | 3 gennaio - University of Phoenix Stadium |    | 4            | Arizona               | 32                                   |                       |                                            |                                            |                                            |                         |                         |  |  |                  |                  |                  |                  |                  |
|                | 5                                         | Atlanta                                   | 24                                        |    |              |                       |                                      |                       |                                            |                                            |                                            |                         |                         |  |  |                  |                  |                  |                  |                  |
|                | 5                                         | Atlanta                                   | 24                                        | 4  | Arizona      | 33                    |                                      |                       |                                            |                                            |                                            |                         |                         |  |  |                  |                  |                  |                  |                  |
|                | 4                                         | Arizona                                   | 30                                        | 4  | Arizona      | 33                    |                                      |                       |                                            |                                            |                                            |                         |                         |  |  |                  |                  |                  |                  |                  |
|                | 4                                         | Arizona                                   | 30                                        | 2  | Carolina     | 13                    |                                      |                       |                                            |                                            |                                            |                         |                         |  |  |                  |                  |                  |                  |                  |

### Vincitore
| Vincitori del Super Bowl XLIII Pittsburgh Steelers 6º titolo |

## Premi individuali
| MVP della NFL                 | Peyton Manning, Quarterback, Indianapolis Colts     |
| Allenatore dell'anno          | Mike Smith, Atlanta Falcons                         |
| Giocatore offensivo dell'anno | Drew Brees, Quarterback, New Orleans Saints         |
| Difensore dell'anno           | James Harrison, Linebacker, Pittsburgh Steelers     |
| Rookie offensivo dell'anno    | Matt Ryan, Quarterback, Atlanta Falcons             |
| Rookie difensivo dell'anno    | Jerod Mayo, Linebacker, NEw England Patriots        |
| Comeback Player of the Year   | Chad Pennington, Quarterback, Miami Dolphins        |
| MVP del Super Bowl            | Santonio Holmes, Wide Receiver, Pittsburgh Steelers |

## Record assoluti
Durante la stagione vennero stabiliti i seguenti record assoluti:
| Record                                                                                   | Giocatore (Squadra)                    | Data Avversario                            | Record precedente                                                 |
| ---------------------------------------------------------------------------------------- | -------------------------------------- | ------------------------------------------ | ----------------------------------------------------------------- |
| Tentativo di field goal da più distante (76 iarde)                                       | Sebastian Janikowski (Oakland Raiders) | 28 settembre San Diego Chargers            | Mark Moseley 25 novembre 1979 (74 iarde)                          |
| Maggior numero di iarde ricevute in carriera da un tight end (10.887)                    | Tony Gonzalez (Kansas City Chiefs)     | 5 ottobre Carolina Panthers                | Shannon Sharpe, 1990-2003 (10.060)                                |
| Più lungo ritorno di un punt bloccato per un touchdown nei tempi supplementari (3 iarde) | Monty Beisel (Arizona Cardinals)       | 12 ottobre Dallas Cowboys                  | Nessuno, primo nella storia NFL                                   |
| Più lungo field goal nei supplementari (57 iarde)                                        | Sebastian Janikowski (Oakland Raiders) | 19 ottobre New York Jets                   | Chris Jacke, 4 ottobre 1996 (53)                                  |
| Partite consecutive con 6 o più ricezioni (11)                                           | Wes Welker (New England Patriots)      | 9 novembre Buffalo Bills                   | Jimmy Smith, 2001 (8)                                             |
| Partite consecutive con 400 o più iarde passate (2)                                      | Matt Cassel (New England Patriots)     | 17 novembre New York Jets e Miami Dolphins | Billy Volek, 2004                                                 |
| Più lungo ritorno di intercetto (108 iarde)                                              | Ed Reed (Baltimore Ravens)             | 23 novembre Philadelphia Eagles            | Ed Reed, 7 novembre 2004 (106)                                    |
| Maggior numero di iarde passate nelle prime 10 giornate della stagione (3.254)           | Drew Brees (New Orleans Saints)        | 23 novembre Green Bay Packers              | Dan Fouts 1982 (3.164)                                            |
| Maggior numero di punti segnati in una sola giornata (837)                               | ---                                    | 20-24 novembre                             | 5-9 settembre 2002, 5-6 dicembre 2004 e 29-30 dicembre 2007 (788) |
| Più lungo ritorno di intercetto nella stagione regolare senza touchdown (98 iarde)       | Brandon McDonald (Cleveland Browns)    | 15 dicembre Philadelphia Eagles            | Champ Bailey 2005 (97 iarde)                                      |
| Maggior numero di sconfitte consecutive dall'inizio della stagione (16)                  | Detroit Lions                          | 21 dicembre New Orleans Saints             | Tampa Bay Buccaneers, 1976 e New Orleans Saints, 1980 (0-14)      |
| Maggior numero di sconfitte consecutive alla fine della stagione (16)                    | Detroit Lions                          | 28 dicembre Green Bay Packers              | Carolina Panthers, 2001 (15)                                      |
| Maggior numero di sconfitte in una stagione (16)                                         | Detroit Lions                          | 28 dicembre Green Bay Packers              | 8 squadre a pari merito (15)                                      |
| Minor numero di sack di una squadra in una stagione (10)                                 | Kansas City Chiefs                     | Cincinnati Bengals                         | Baltimore Colts, 1982 (11)                                        |
| Minor numero di penalità accettate in una stagione di 16 partite (58)                    | New England Patriots                   | 28 dicembre Buffalo Bills                  | Seattle Seahawks, 2007 (59)                                       |
| Maggior numero di vittorie senza qualificazione ai play-off dal 1990 (11)                | New England Patriots                   | 28 dicembre                                | Cleveland Browns, 2007 (10)                                       |
| Minore percentuale di vittorie con qualificazione ai play-off (500)                      | San Diego Chargers                     | 28 dicembre                                | Molte squadre a pari merito                                       |
| Maggior numero di Super Bowl vinti (6)                                                   | Pittsburgh Steelers                    | 1º febbraio Arizona Cardinals              | San Francisco 49ers, Dallas Cowboys e Pittsburgh Steelers (5)     |

## Record stagionali
Le migliori prestazioni stagionali furono le seguenti.
| Record di squadra                                                                                  | Record di squadra                                                    |
| -------------------------------------------------------------------------------------------------- | -------------------------------------------------------------------- |
| Maggior numero di punti segnati (463)                                                              | New Orleans Saints                                                   |
| Maggior numero di iarde guadagnate (6.571)                                                         | New Orleans Saints                                                   |
| Maggior numero di iarde guadagnate su azioni di corsa (2.518)                                      | New York Giants                                                      |
| Maggior numero di iarde guadagnate su azioni di passaggio (4.977)                                  | New Orleans Saints                                                   |
| Minor numero di punti subiti (223)                                                                 | Pittsburgh Steelers                                                  |
| Minor numero di iarde concesse (3.795)                                                             | Pittsburgh Steelers                                                  |
| Minor numero di iarde concesse su azioni di corsa (1.230)                                          | Minnesota Vikings                                                    |
| Minor numero di iarde concesse su azioni di passaggio (2.511)                                      | Pittsburgh Steelers                                                  |
| Record individuali                                                                                 |                                                                      |
| Maggior numero di punti segnati (148)                                                              | Stephen Gostkowski (New England Patriots)                            |
| Maggior numero di touchdown segnati (20)                                                           | DeAngelo Williams (Carolina Panthers)                                |
| Maggior numero di field goal realizzati (36)                                                       | Stephen Gostkowski (New England Patriots)                            |
| Maggior numero di iarde guadagnate su azioni di corsa (1.760)                                      | Adrian Peterson (Minnesota Vikings)                                  |
| Migliore passer rating (105,5)                                                                     | Philip Rivers (San Diego Chargers)                                   |
| Maggior numero di lanci in touchdown (34)                                                          | Drew Brees (New Orleans Saints) e Philip Rivers (San Diego Chargers) |
| Maggior numero di iarde guadagnate su lancio (5.069)                                               | Drew Brees (New Orleans Saints)                                      |
| Maggior numero di ricezioni effettuate (115)                                                       | Andre Johnson (Houston Texans)                                       |
| Maggior numero di iarde guadagnate su azioni di passaggio (1.575)                                  | Andre Johnson (Houston Texans)                                       |
| Maggior numero di iarde guadagnate su ritorno di punt (124 su 6 ritorni, per una media di 20,7)    | Santana Moss (Washington Redskins)                                   |
| Maggior numero di iarde guadagnate su ritorno di kickoff (180 su 3 ritorni, per una media di 60,0) | Domenik Hixon (New York Giants)                                      |
| Maggior numero di intercetti (9)                                                                   | Ed Reed (Baltimore Ravens)                                           |
| Maggior numero di iarde guadagnate su punt (4.391 su 90 punt, per una media di 48,8)               | Shane Lechler (Oakland Raiders)                                      |
| Maggior numero di sack (20)                                                                        | DeMarcus Ware (Dallas Cowboys)                                       |